# Damunu
Damunu fou una de les tribus aramees de la Baixa Mesopotàmia. L'estat de Damunu estava al centre del país entre Litau i Rua segons una inscripció de Teglatfalassar III. El territori fou sotmès per Sargon II en la campanya del 710 aC contra Babilònia i fou agregat a la província de Gambulu. El 692 aC la tribu fou part de la coalició que va enfrontar als assiris a la batalla d'Halule o Khalule (Samarra).